# Ера (ню ейдж група)
Вижте пояснителната страница за други значения на Ера.
Era е френски музикален проект, базиращ на песнопения на език, подобен на латинския. Негов ръководител е Ерик Леви. Музикално групата може да се категоризира в нишата на ню ейджа. Те миксират класическа музика, опера и грегориански песнопения с множество съвременни музикални стилове. Въпреки че е французин по народност, Леви основно работи върху записите си с английски хорове и няколко различни изпълнители, сред които най-чести гости са Флорънс Дедам и Лена Жинегран. Дотогава групата има реализирани продажби от над 10 милиона копия, като най-добре продаваният им албум е едноименният им дебют, включващ и най-големият им хит „Ameno“.
Музиката на Era често се бърка с ранното творчество на Енигма, която е друг ню ейдж проект. Това като цяло се дължи на факта, че музиката на Ерик Леви черпи вдъхновение от ранните издания на Енигма. Някои от песните на Era са използвани във филми и реклами.
Концертните изяви на Era се отличават с това, че вокалистите често са облечени в средновековно облекло.

## Дискография
- „Era“ (1997)
- „Era 2“ (2000)
- „The Mass“ (2003)
- „The Very Best of Era“ (2005)
- „Reborn“ (2008)
- The Essential (2010)